# Atractus macondo
Espèce
Atractus macondo est une espèce de serpents de la famille des Dipsadidae.

## Répartition
Cette espèce est endémique du département de Magdalena en Colombie. Elle n'est connue que dans sa localité type, le parc national le l'île Salamanca dans la municipalité de Sitionuevo, à 3 m d'altitude.

## Description
L'holotype de Atractus macondo, un mâle adulte, mesure 334 mm dont 49 mm pour la queue. Son dos est brun roux et sa face ventrale crème avec des taches losanges brun foncé. Cet unique spécimen connu a été capturé dans une mangrove.

## Étymologie
Son épithète spécifique, qui est aussi le nom de la ville fictive de Macondo dans le roman de Gabriel García Márquez, Cent ans de solitude, lui a été donnée en référence à sa localité type située elle aussi sur la côte Atlantique, mais également en l'honneur des habitants de cette région.

## Publication originale
- Passos, Lynch & Fernandes, 2009 "2008" : Taxonomic status of Atractus sanctaemartae and A. nebularis, and description of a new Atractus from Atlantic coast of Colombia. Herpetological Journal, vol. 18, no 4, p. 175-186 (texte intégral).